# Банијске бригаде НОВЈ
Током Народноослободилачке борбе народа Југославије, од 1941. до 1945. године, на терирорији Баније формирано је пет бригада НОВЈ, од којих су три носиле назив банијске.

## Списак банијских бригада
| назив                                        | датум формирања    | место формирања    | одликовања     |
| -------------------------------------------- | ------------------ | ------------------ | -------------- |
| Седма банијска ударна бригада „Васиљ Гаћеша“ | 2. септембар 1942. | Мославина          | ОНХ, ОЗН и ОБЈ |
| Осма банијска ударна бригада                 | 7. септембар 1942. | Обљај, код Глине   | ОНХ, ОЗН и ОБЈ |
| Шеснаеста банијска ударна бригада            | 26. децембар 1942. | Класнић, код Глине | ОНХ, ОЗН и ОБЈ |
| Трећа ударна бригада Седме банијске дивизије | 1. мај 1943.       | Банија             | ОЗН и ОБЈ      |
| Четврта бригада Седме банијске дивизије      | 30. јун 1943.      | Обљај, код Глине   | ОЗН и ОБЈ      |